# グラバー園
グラバー園（グラバーえん）は、日本の長崎県長崎市南山手町8-1にある観光施設である。1859年（安政6年）の長崎開港後に長崎に来住したスコットランド人商人グラバー、リンガー、オルトの旧邸があった敷地に、長崎市内に残っていた歴史的建造物を移築しており、野外博物館の状態を呈している。
世界遺産「明治日本の産業革命遺産 製鉄・製鋼、造船、石炭産業」（全23資産）の構成資産である旧グラバー住宅などの洋風建築がある。2004年（平成16年）10月1日 - 2007年（平成19年）9月30日の間、長崎市民は無料で入場できていたが、2007年（平成19年）10月1日より市民も通常料金が必要になった。

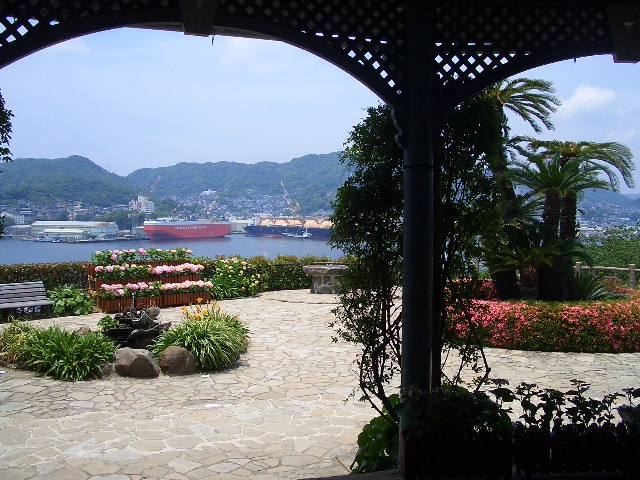
旧グラバー住宅から見た長崎港の眺望

## 建造物

### 旧グラバー住宅（旧グラバー邸）

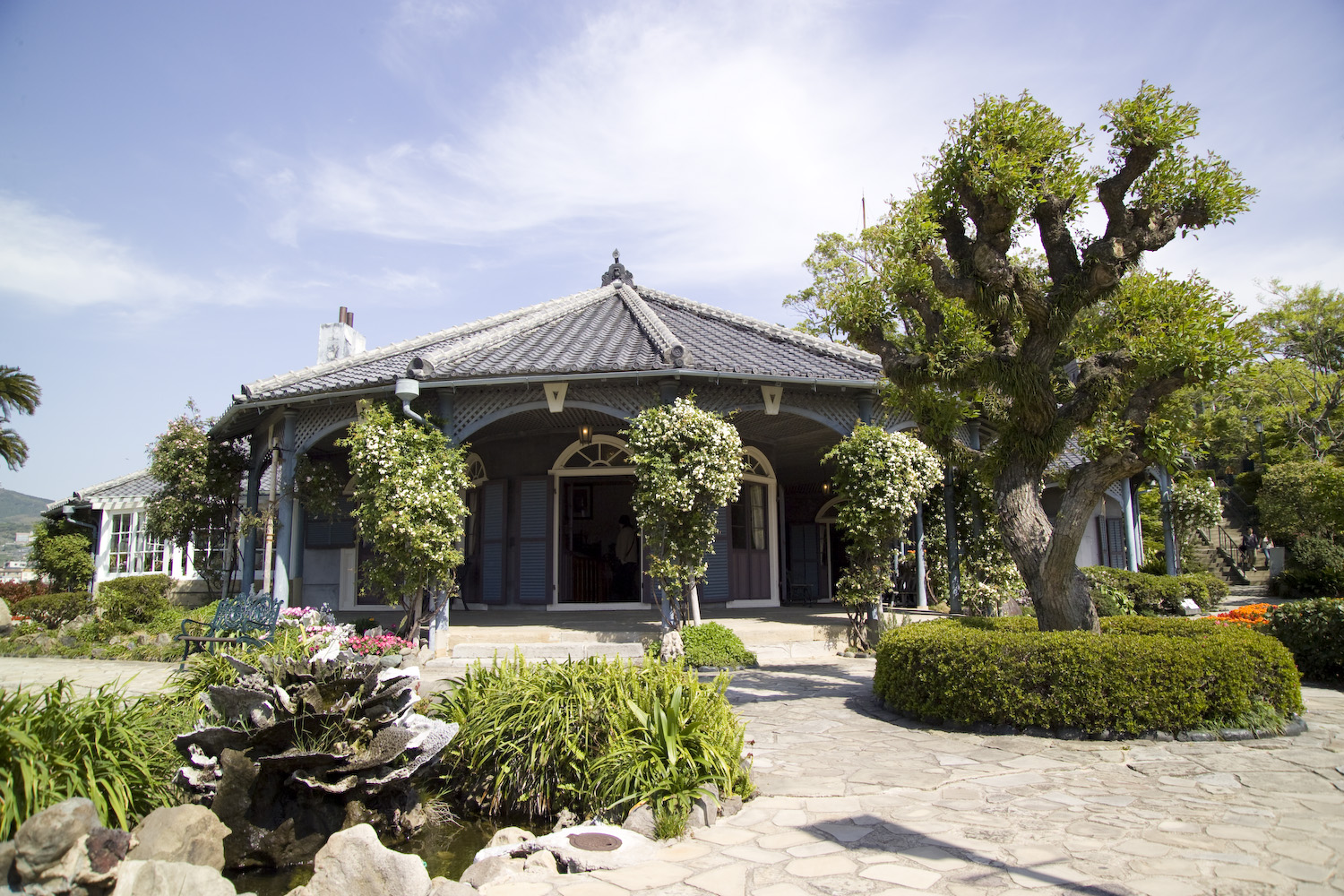
旧グラバー住宅

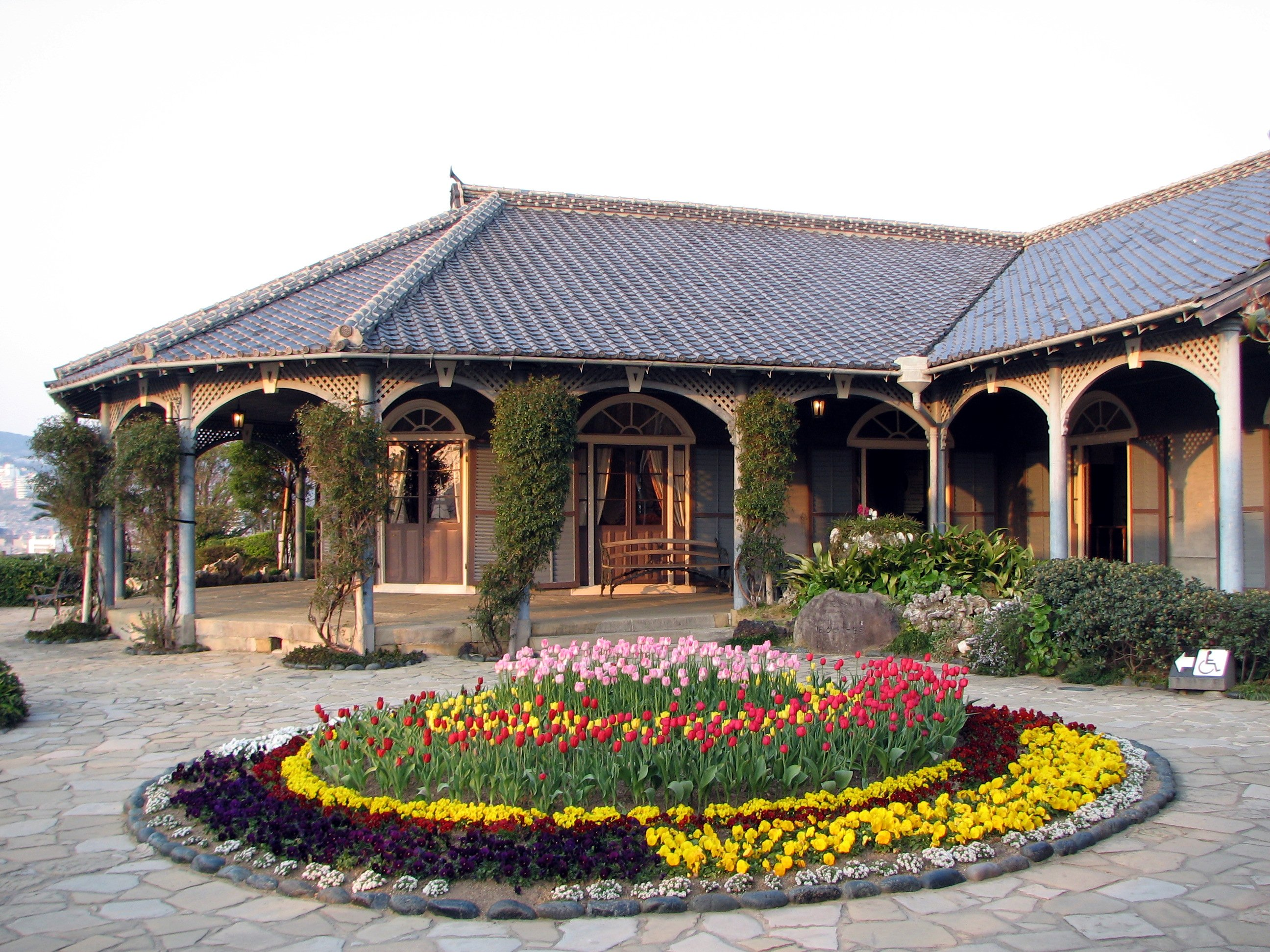
応接室付近の外観

木造平屋建、屋根は多角形の寄棟造、桟瓦葺き、建築面積510.8平方メートル。附属屋は木造平屋建、桟瓦葺き、建築面積129.2平方メートル。コロニアル住宅の一つである。
居住者のトーマス・ブレーク・グラバー（Thomas Blake Glover, 1838年 - 1911年）はイギリス人商人で、安政6年（1859年）の長崎開港直後に来日。造船と採炭の技術を日本にもたらした。彼はグラバー商会を設立して茶や絹の輸出と船舶・武器の輸入に従事し、薩摩藩、長州藩や後の明治政府の要人らとも関係が深かった。親日家であったグラバーは日本人女性のツルを妻とし、明治44年（1911年）に没するまで日本にとどまった。旧グラバー住宅は、南山手の丘上の見晴らしのよい地に建つ。グラバーが文久元年（1861年）にこの地（南山手3番地）を借地した記録があり、住宅は修理時に発見された墨書から文久3年（1863年）の建築と判明する。日本に現存する木造洋館としては最古のものである。グラバーの死後は、同人の庶子で跡継ぎとなった倉場富三郎（1870年 - 1945年）が家主となるが、昭和14年（1939年）、三菱重工業長崎造船所が当住宅を取得する。その後、太平洋戦争終結後は一時接収されて進駐軍の宿舎となったこともある。昭和32年（1957年）、造船所の創業100周年を記念して、三菱造船（当時）から長崎市に寄付された。昭和42年度（1967年）に修理が完了し、明治20年代の姿に復元されている。
平面はT字形の複雑な構成になり、中央にある主人寝室から見て南西方向に客用寝室、北西方向に応接室、北東方向に大食堂の主要3室が位置する。このほか、主人寝室に接して小道具室と重要書類室、大食堂に接して小食堂と広間、応接室の北に接して温室などがある。建物の裏手（東側）には酒倉、配膳室、廊下、子供室などがあり、子供室から東方向へ伸びる棟には工作室、浴室、便所を設ける。建物の北・西・南の各面にはベランダを設ける。玄関はなく、ベランダから直接各室に出入りする。
当住宅は創建以来たびたび増改築を経ている。創建当時の平面は、客用寝室と応接室部分を含むL字形平面の小規模なもので、本格的な住宅というよりは高台の応接所という感じのものであった。創建後しばらくして北東の大食堂部分が増築され、さらに建物北側の温室部分や、客用寝室の東に位置する子供室などが明治20年（1887年）ごろまでに増築された。設計者は不明だが、前述の文久3年（1863年）の墨書に「吉無田熊市」「柴崎茂吉」という日本人名があり、グラバーの指示のもと、日本人が施工したとみられている。また、隣接地に建つオルト住宅との様式技法の類似から、施工者は同住宅と同じく小山秀之進（秀）の可能性もある。
東南アジア・コロニアル・スタイルを取り入れつつ、外壁は竹木舞の下地に漆喰塗、小屋組は和小屋とするなど、和風の要素が強い。天井は板に紙貼り、床は廊下と広間をリノリウムとするほか板敷である。開口部は内開きの両開きガラス扉に鎧戸とし、上部に扇型の欄間を設ける。ベランダはドリス式円柱を立て、柱間には菱組透かしのスパンドレルを設け、ベランダの床は天草石の四半敷、天井は網代組透かし張りとする。附属屋は北側に夫人室（2室）、南側は東に調理室、西に使用人室（2室）を設け、建物北側にベランダを設ける。この附属屋はグラバー夫人のツルが居住するために和風に改造されていたが、昭和の修理時に旧状に復帰した。
1939年（昭和14年）に当住宅が買収されたのは、三菱重工業長崎造船所を見下ろす位置にあったため、戦艦武蔵の建造を秘匿する目的であった。
1961年（昭和36年）6月7日、主屋・付属屋が国の重要文化財に指定。
2018年（平成30年）12月から外壁や屋根などを修復し、耐震性を強化するための大規模改修を実施。2021年（令和3年）に改修工事は完了し、11月18日から一般公開されることになった。

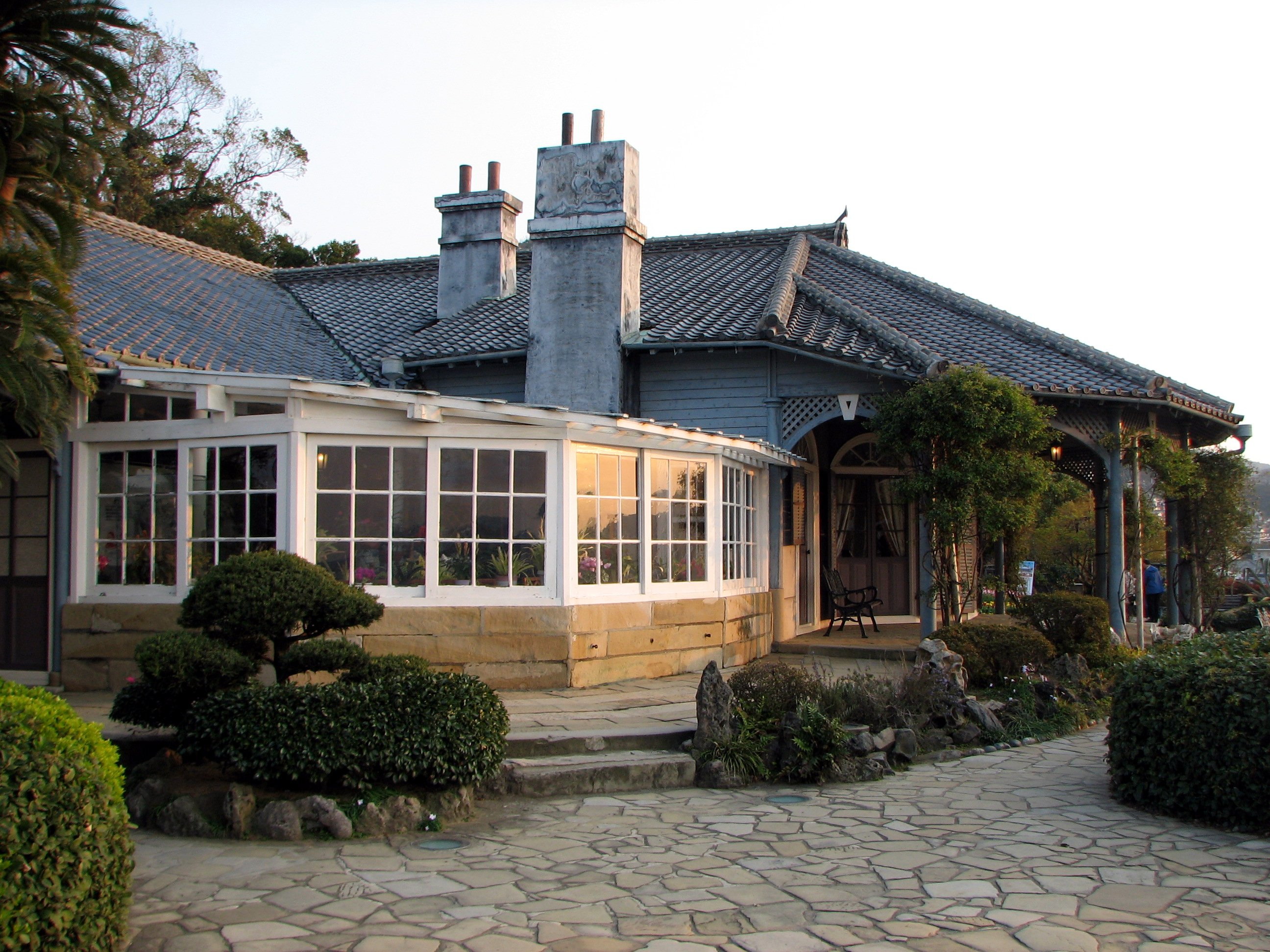
北側外観、白い窓枠の部分は温室
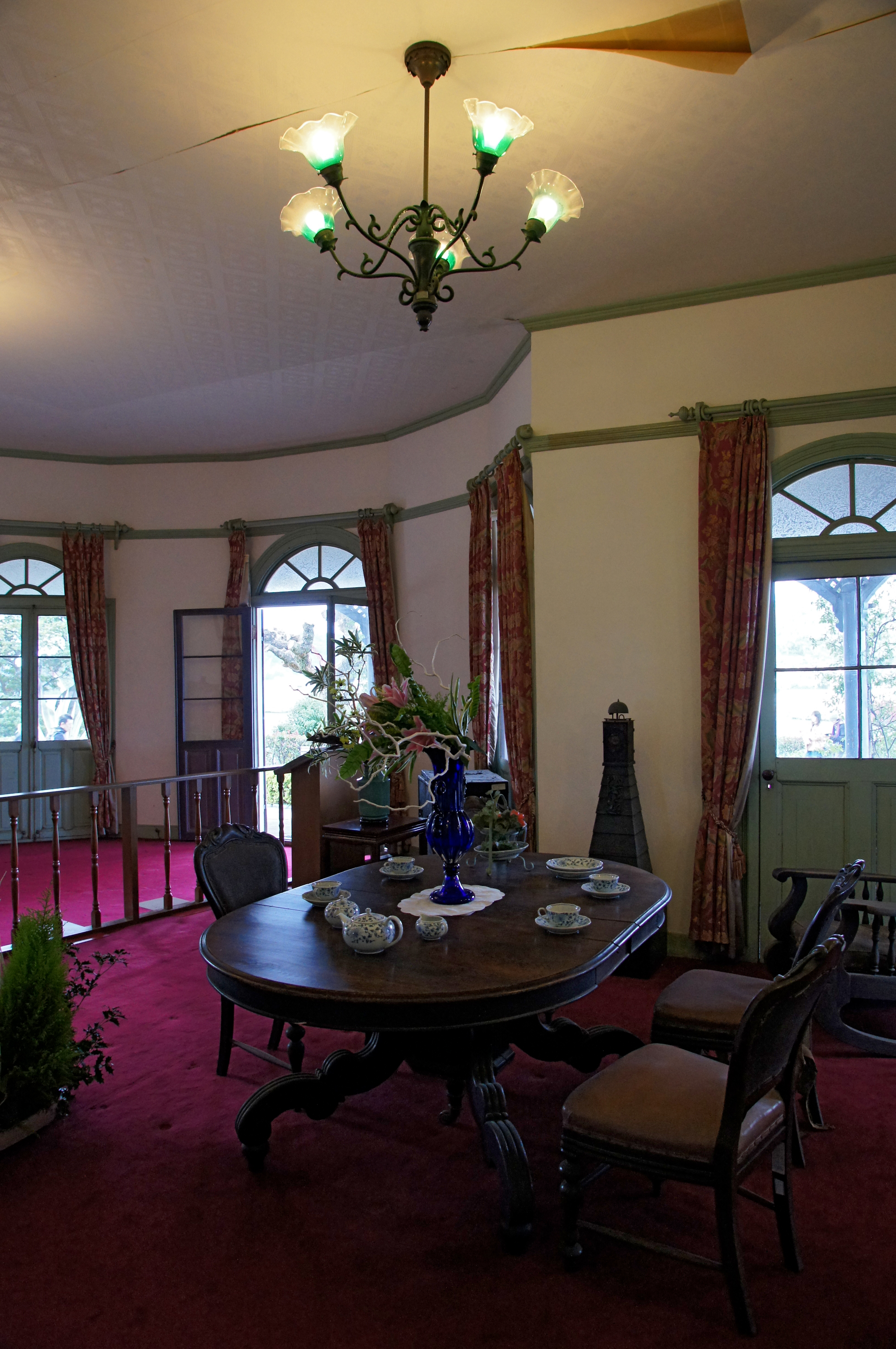
応接室

### 旧リンガー（弟）住宅

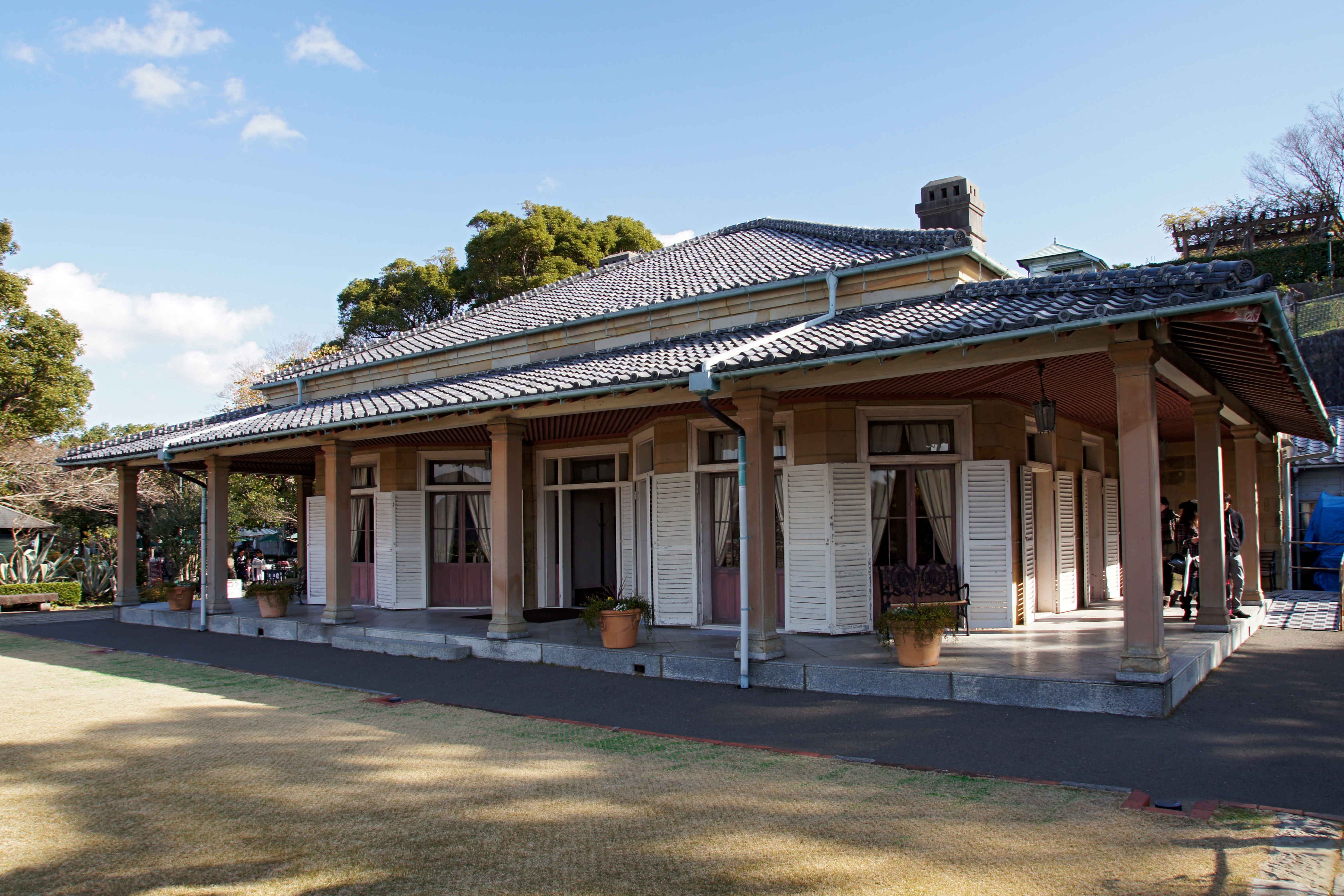
旧リンガー住宅

木造、平屋建、屋根は寄棟造、桟瓦葺き、建築面積385.0平方メートル。コロニアル住宅の一つ。居住者のフレデリック・リンガー（Frederic Ringer, 1838年 - 1907年）はグラバー商会の幹部として元治元年（1864年）頃に長崎に来訪。明治元年（1868年）にはホームという人物とともに大浦にホーム・リンガー商会を設立。茶の製造と輸出、アメリカからの木材の輸入などを手がけた。リンガーは同じ明治元年頃にグラバーから借地権を譲渡されており、当住宅はその頃に建てられたとみられる。フレデリック・リンガーが1907年に死去した後は次男のシドニー・アーサー・リンガーが住んだ。隣地に建つ旧オルト住宅には一時期、シドニー・アーサーの兄にあたるフレデリック・エラスムス・エドワード・リンガーが住んでいたため、当住宅を「旧リンガー（弟）住宅」と呼んで区別している。太平洋戦争中の昭和17年（1942年）、リンガー家は帰国し、当住宅は川南造船所が取得した。太平洋戦争後、リンガー家はこの住宅に戻るが、昭和40年（1965年）、住宅は長崎市の所有となった。昭和48年度（1973年）に修理が完了し、明治期の姿に復元されている。
建物は西を正面とする。正面中央の玄関とその奥の廊下を挟んで南北に部屋を配置する。西側（手前）の部屋は北が応接室、南が居間。その奥は北が寝室、南が食堂である。寝室の東には化粧室と浴室、食堂の東には調理室がそれぞれ突出する。建物の西面全体と北面・南面の前寄りにはベランダを設ける。応接室と居間の正面側はベランダに張り出したベイウィンドウとなっている。裏手の東側に突出する化粧室と調理室の中間部分もベランダとする。
外壁は天草石張り。内装は壁は白漆喰、天井は板に紙貼りとする。応接室、居間、寝室、食堂の主要4室には大理石のマントルピースを、2室ずつ背中合わせの位置に設ける。ベランダの柱は柱頭はトスカナ式であるが、角柱に几帳面取りを施した独特のものである。ベランダの床は御影石の四半敷、天井は菱形網代組とする。
当住宅の設計者は不明だが、隣家のオルト住宅と様式手法が似ることから、同住宅と同様、天草の小山秀之進が施工した可能性がある。西洋建築のスタイルを取り入れつつも、小屋組は和小屋とするなど、和風の要素が強い。
1966年（昭和41年）6月11日、国の重要文化財に指定。

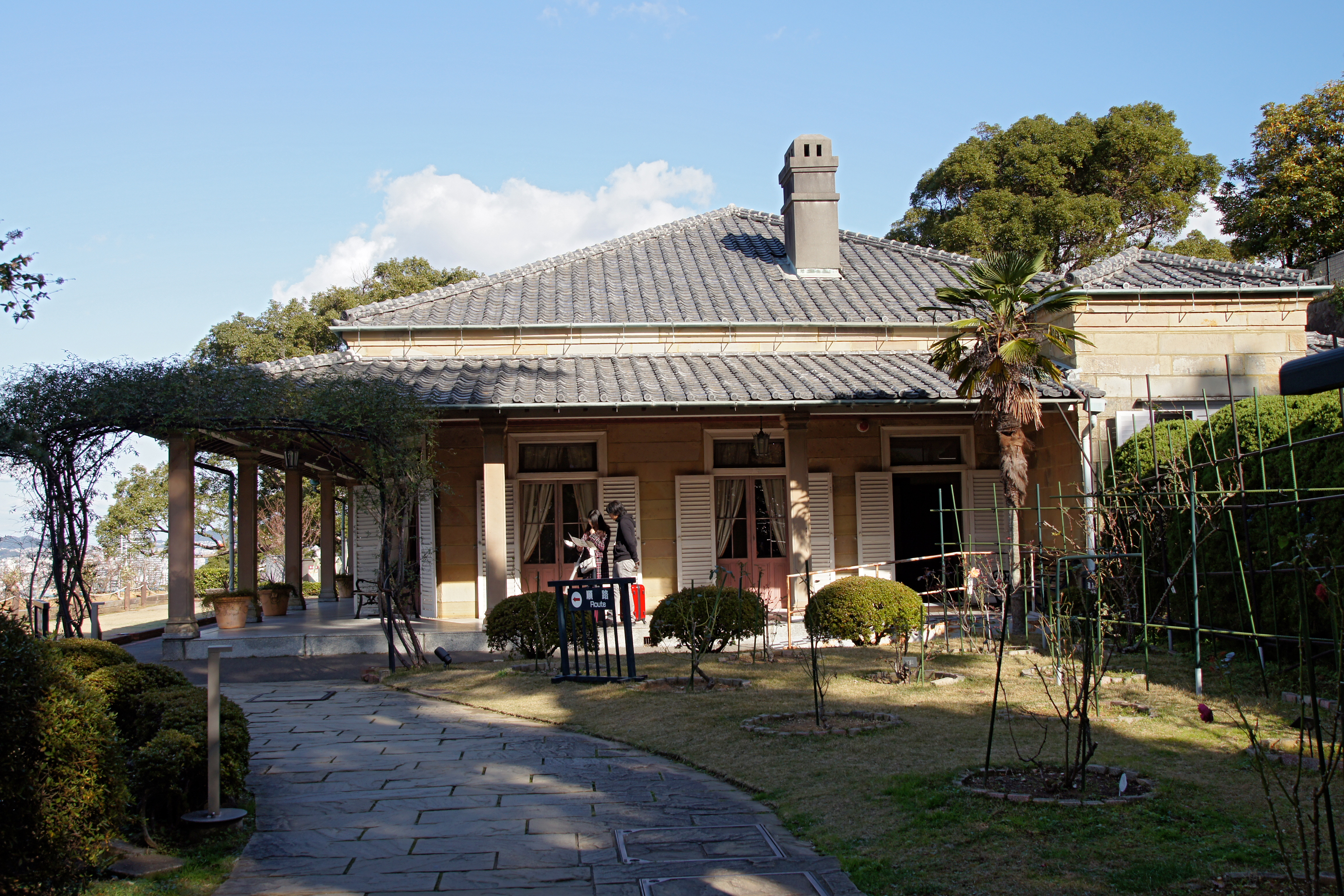
側面
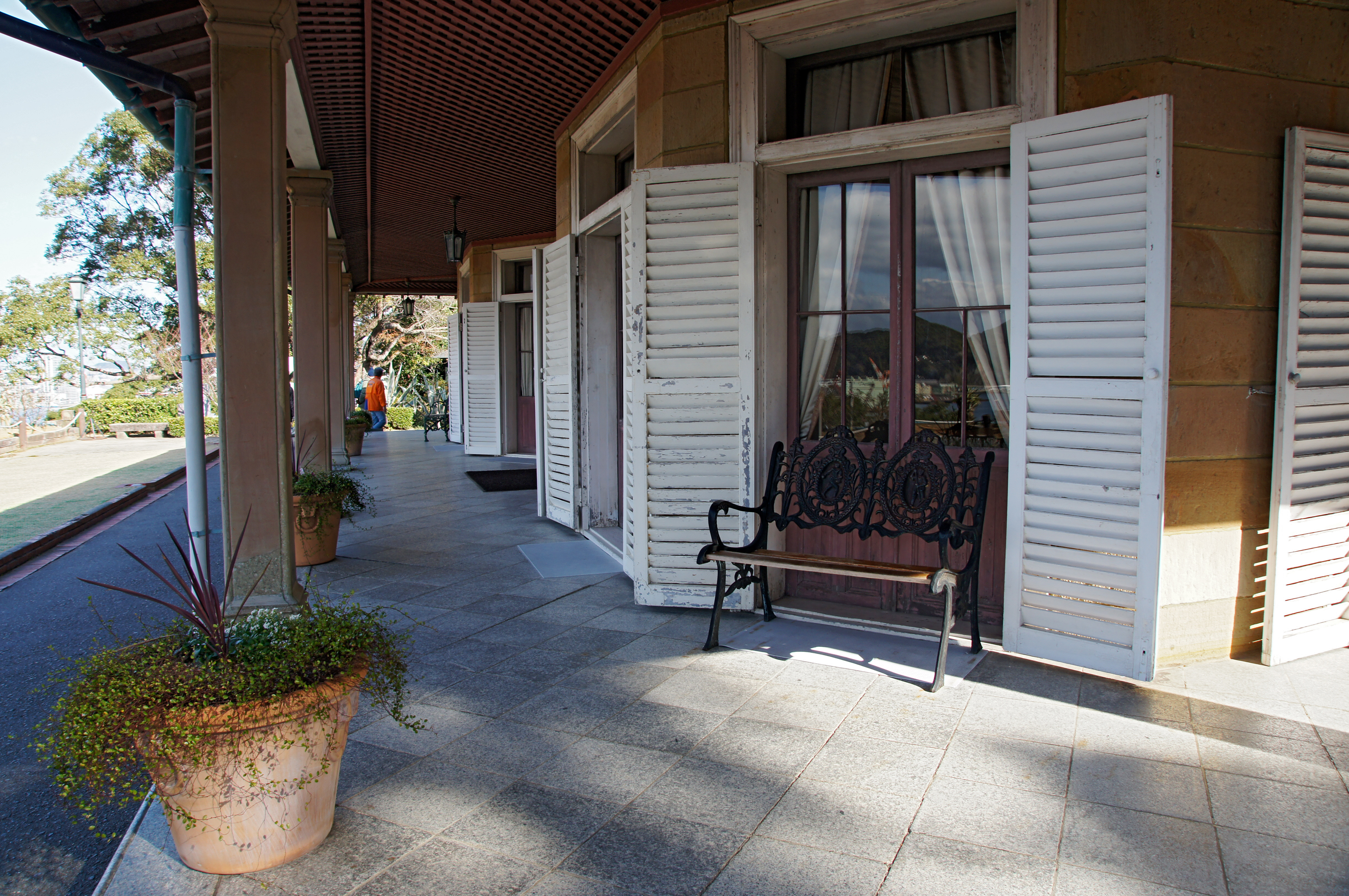
居間付近のベランダ
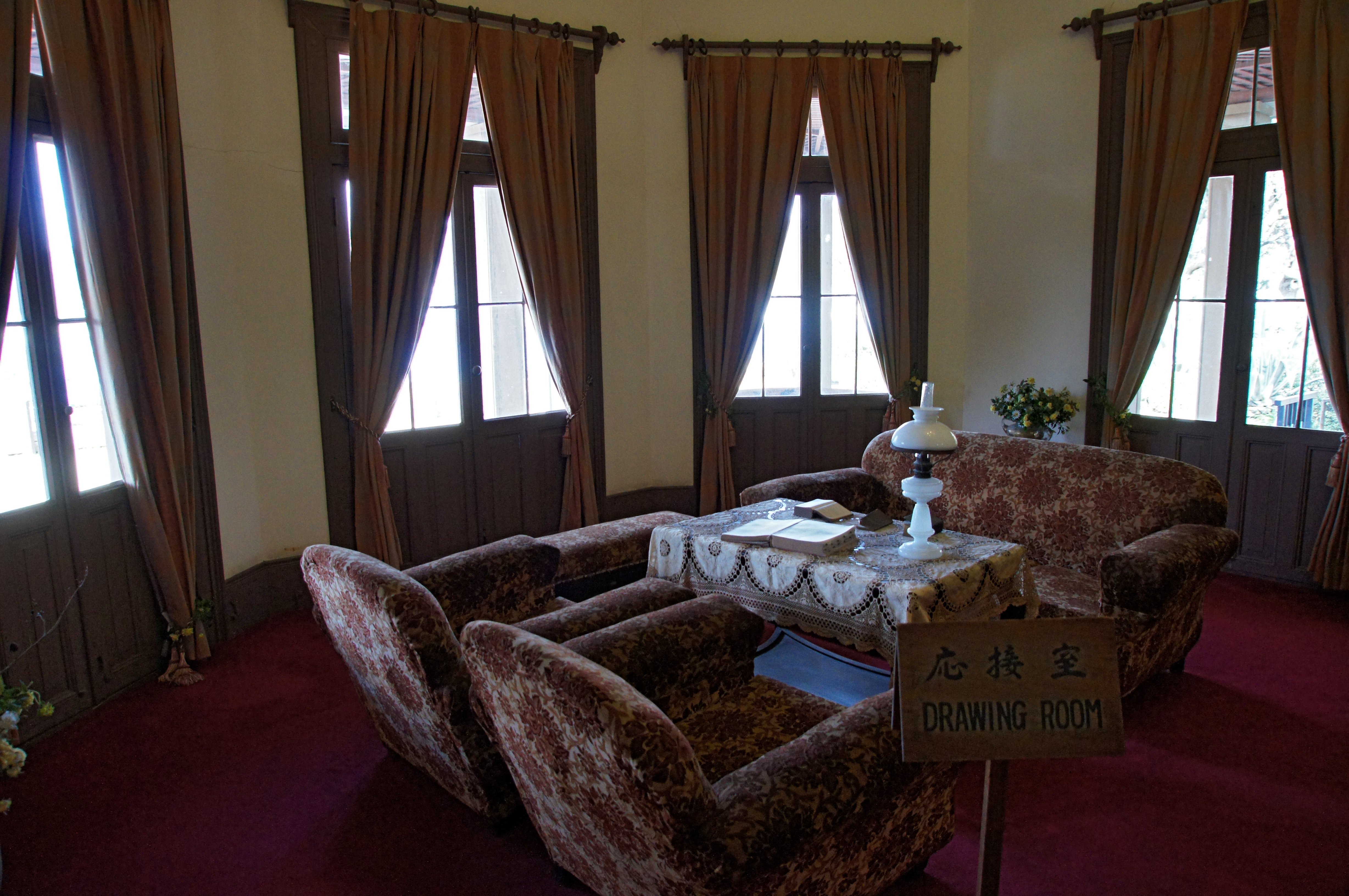
応接室

### 旧オルト住宅（旧オルト邸とも）

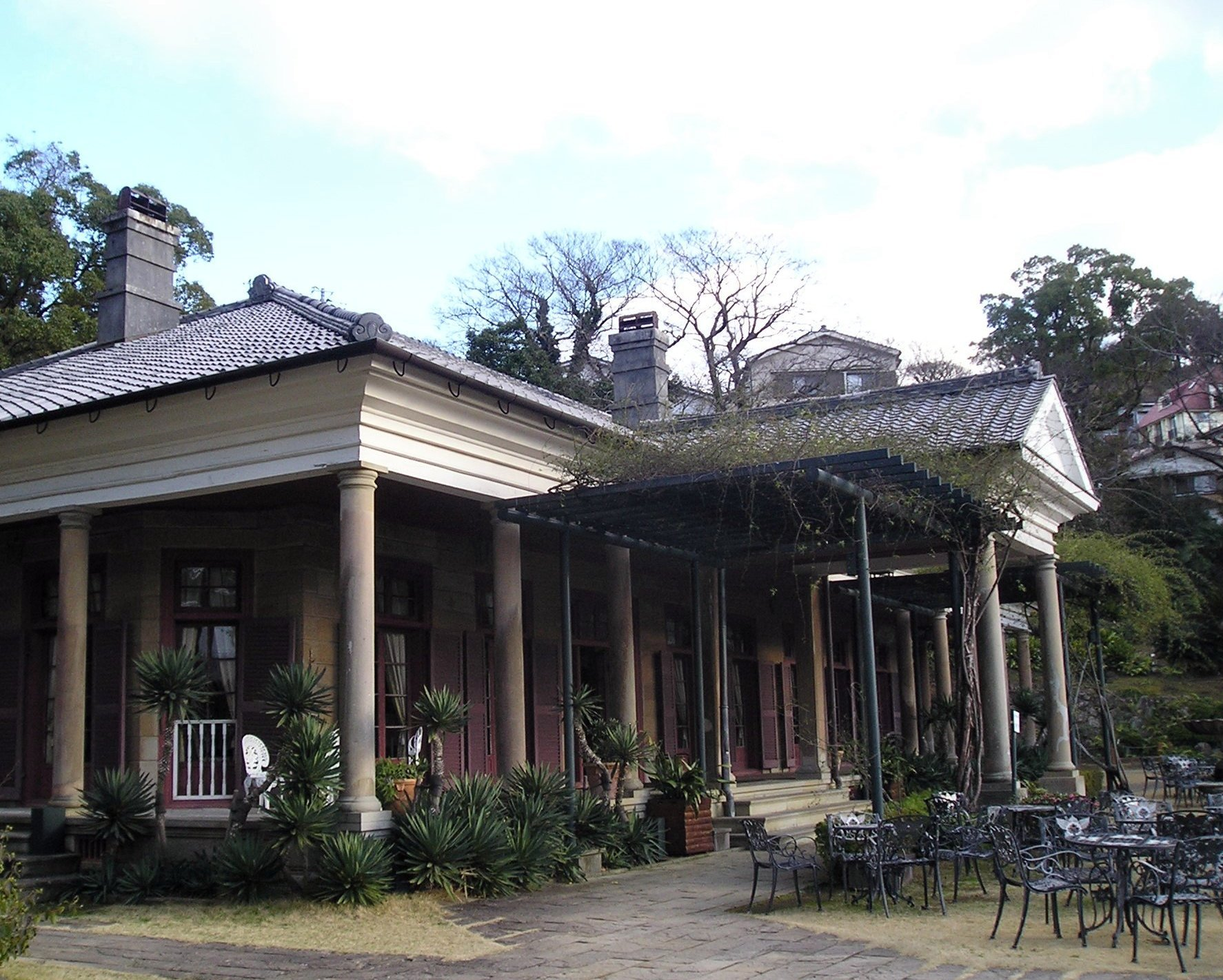
旧オルト住宅

木造、平屋建、屋根は寄棟造、桟瓦葺き、建築面積494.4平方メートル。附属屋は煉瓦造平屋建、桟瓦葺き、建築面積92.4平方メートル。倉庫は煉瓦造平屋建、桟瓦葺き、建築面積12.5平方メートル。コロニアル住宅の一つである。
居住者のウィリアム・ジョン・オルト（William J. Alt）は安政年間（1859年頃）に長崎に来訪したイギリス人商人で、文久年間から慶応年間（1860年代）にかけて、南山手と大浦に製茶所をもっていた。『外国人名員数書』という史料によると、慶応元年（1865年）にはこの住宅は「造作中」とされており、慶応3年（1867年）にはオルトが居住していた。その後明治4年（1871年）の『長崎新報』にこの住宅の売却広告が出ていることから、その時点ではオルトは退去していたとみられる。当住宅は明治13年（1880年）から2年ほど活水女学校が使用したが、明治36年（1903年）には隣家のフレデリック・リンガーによって購入されている。同人は1907年に死去し、その後は長男のフレデリック・エラスムス・エドワード・リンガー（1888年 - 1940年）が住んだ。昭和18年（1943年）、川南造船所が当住宅を取得。太平洋戦争後の昭和45年（1970年）、長崎市の所有となった。昭和53年度（1978年）に修理が完了し、明治期の姿に復元されている。
建物は西を正面とする。平面は南北に長い長方形をなし、南北に通る廊下を挟んで東西に部屋を配置する。西列の部屋は北から応接室、玄関ホール、食堂があり、その南は夫人室（寝室、居間、浴室からなる）である。東列は北から寝室（北側に化粧室が付属する）、倉庫、配膳室、附属屋へ通じる廊下、客用寝室があり、その南にはそれぞれ浴室を伴う2室の寝室がある。建物の西面全体と北面・南面の前寄りにはベランダを設け、玄関ホール前にはペディメント付のポーチを設ける。
外壁は天草石張りとする。主要室である応接室と食堂の天井は板に紙貼りとする。ベランダとポーチには石造のトスカナ式円柱を立てる（ただし、ベランダ・ポーチ境の2本のみは角柱）。ベランダの床は天草石の四半敷、天井は菱形網代組とする。裏手に建つ附属屋は北側を土間の厨房室（3室）、南側を畳敷の使用人室（2室）とする。附属屋の背後は急な崖で塞がれている。附属屋の北東、崖に接して倉庫が建つ。倉庫は「く」の字平面で、北にランプ室、南に石炭庫を設ける。倉庫の南にある階段は崖の横穴に通じ、かつてはここも倉庫として使用されていた。なお、住宅前にある噴水1基も住宅と同時期のものである。
当住宅の設計者は不明だが、天草の小山秀之進（大浦天主堂の施工者）の遺品中に当住宅の図面があり、施工は小山が請け負ったことがわかる。西洋建築のスタイルを取り入れつつも、軒下の蛇腹が過大である点など、様式的に未熟な点が多い。また、小屋組は和小屋とするなど、和風の要素が強く、これらの点は日本の初期洋風建築の特色である。
床はカーペットの全面敷き詰めだが、オルトが生活していた頃はフローリングの上にペルシャ絨毯をラグ替わりに敷いていたと思われる。当時の英国の住宅は、衝撃音対策として、2階はカーペット全面敷き詰めが多かったが、1階はフローリングや大理石で、裕福な家庭はペルシャ絨毯を敷いていたからである。
1972年（昭和47年）5月15日、主屋・付属屋・倉庫が国の重要文化財に指定。噴水1基が重要文化財の附（つけたり）指定となっている。

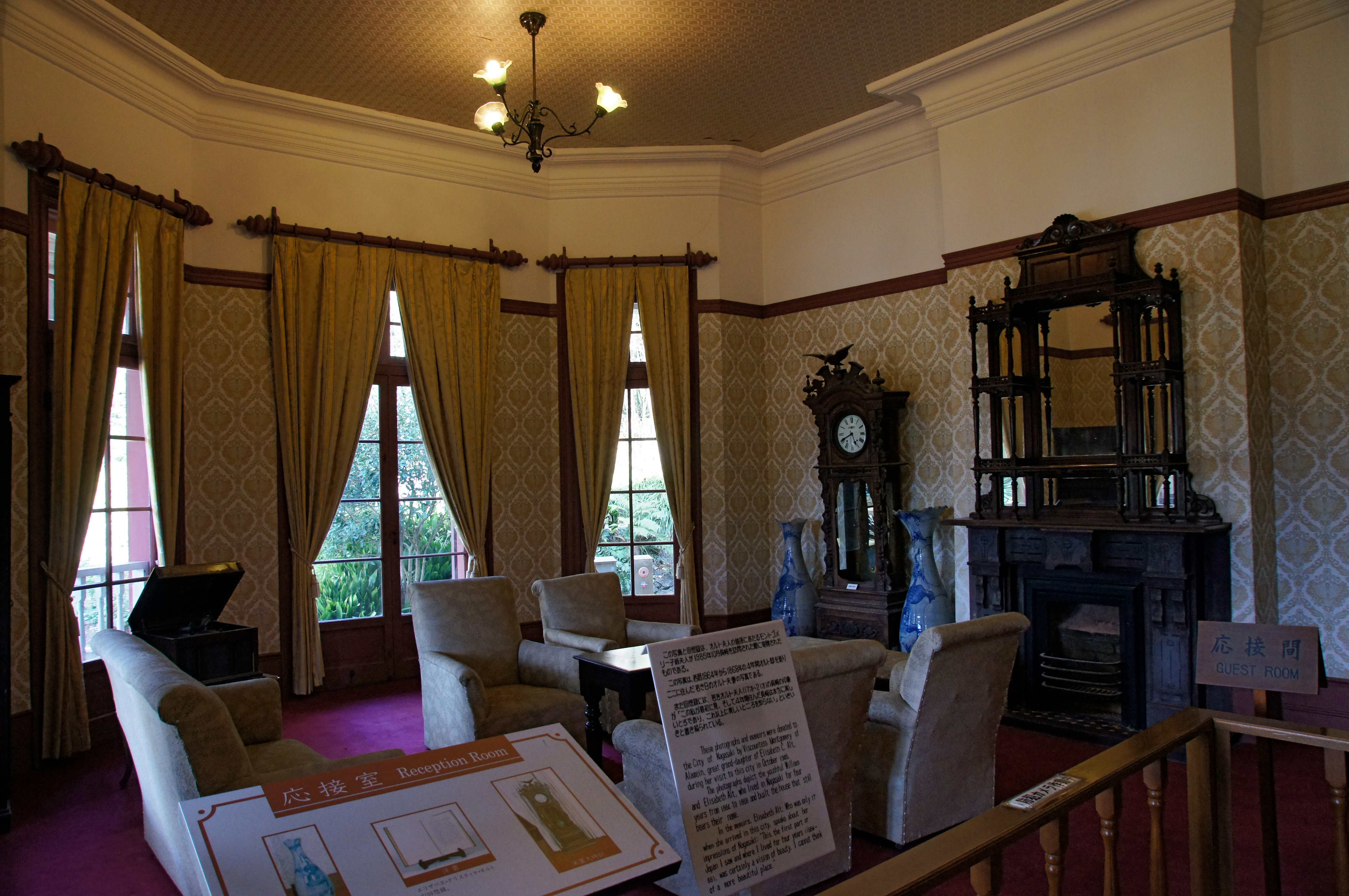
応接室
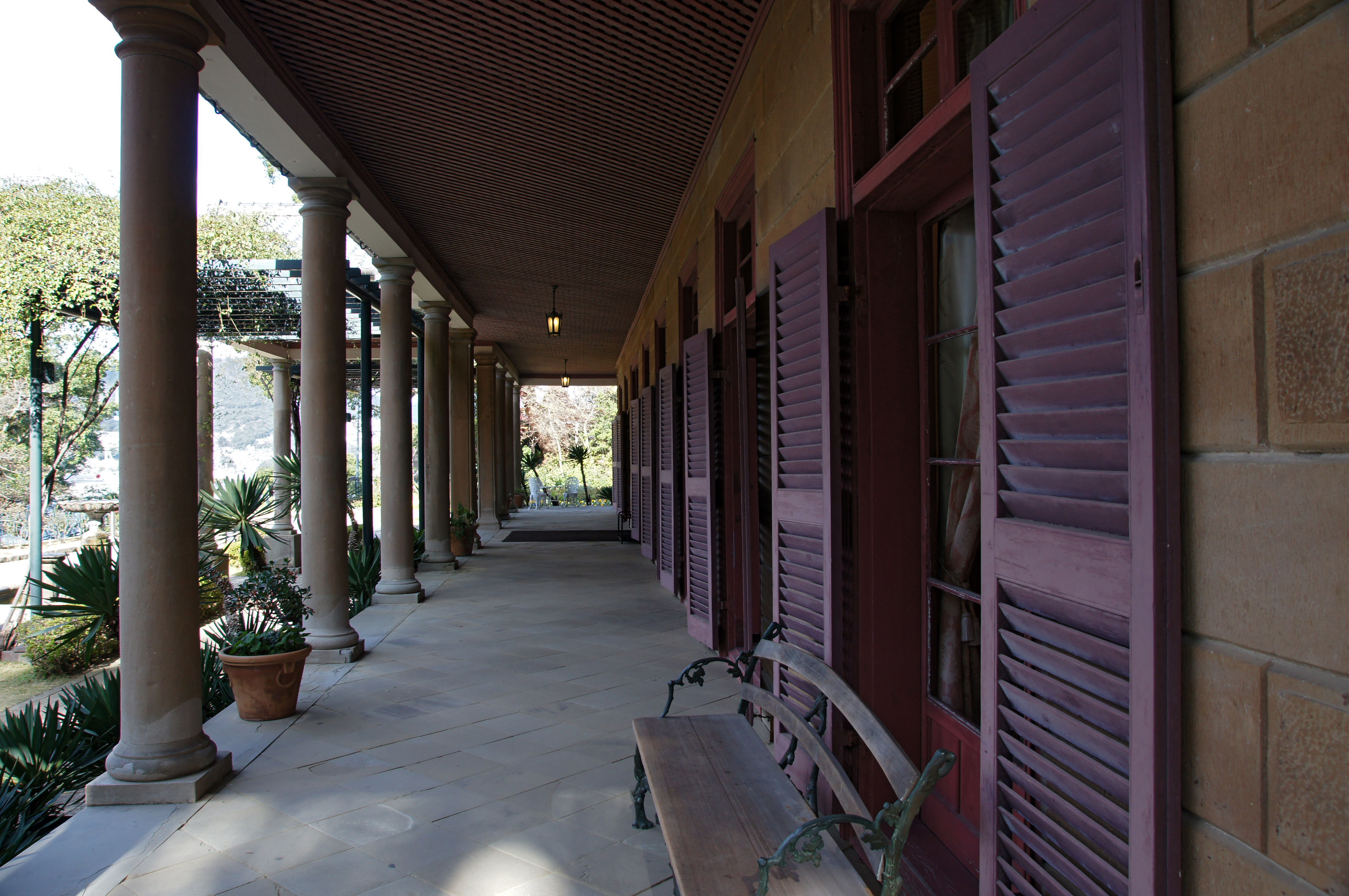
西側ベランダの列柱
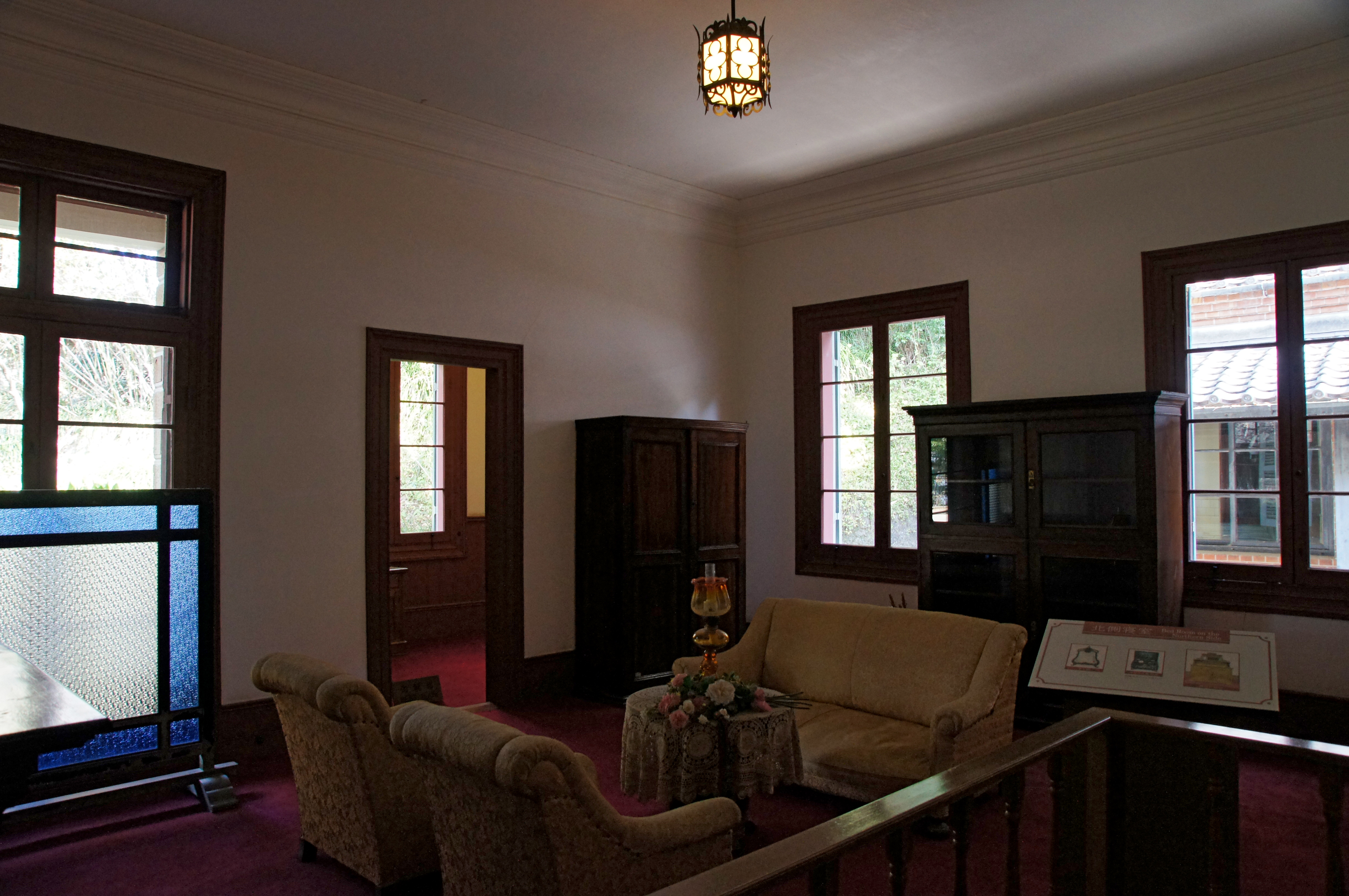
北側寝室
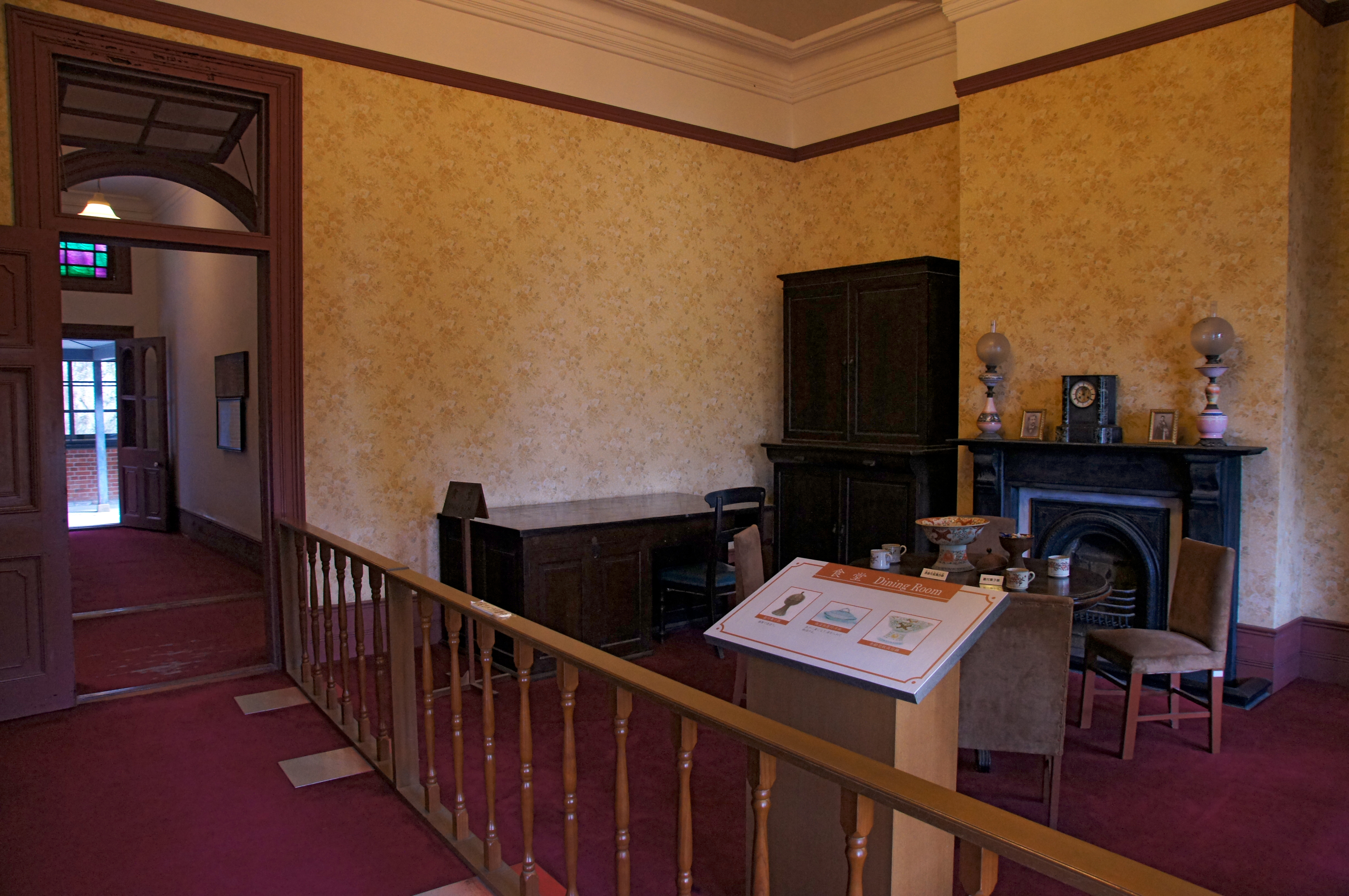
食堂、左は裏手の附属屋へつながる廊下
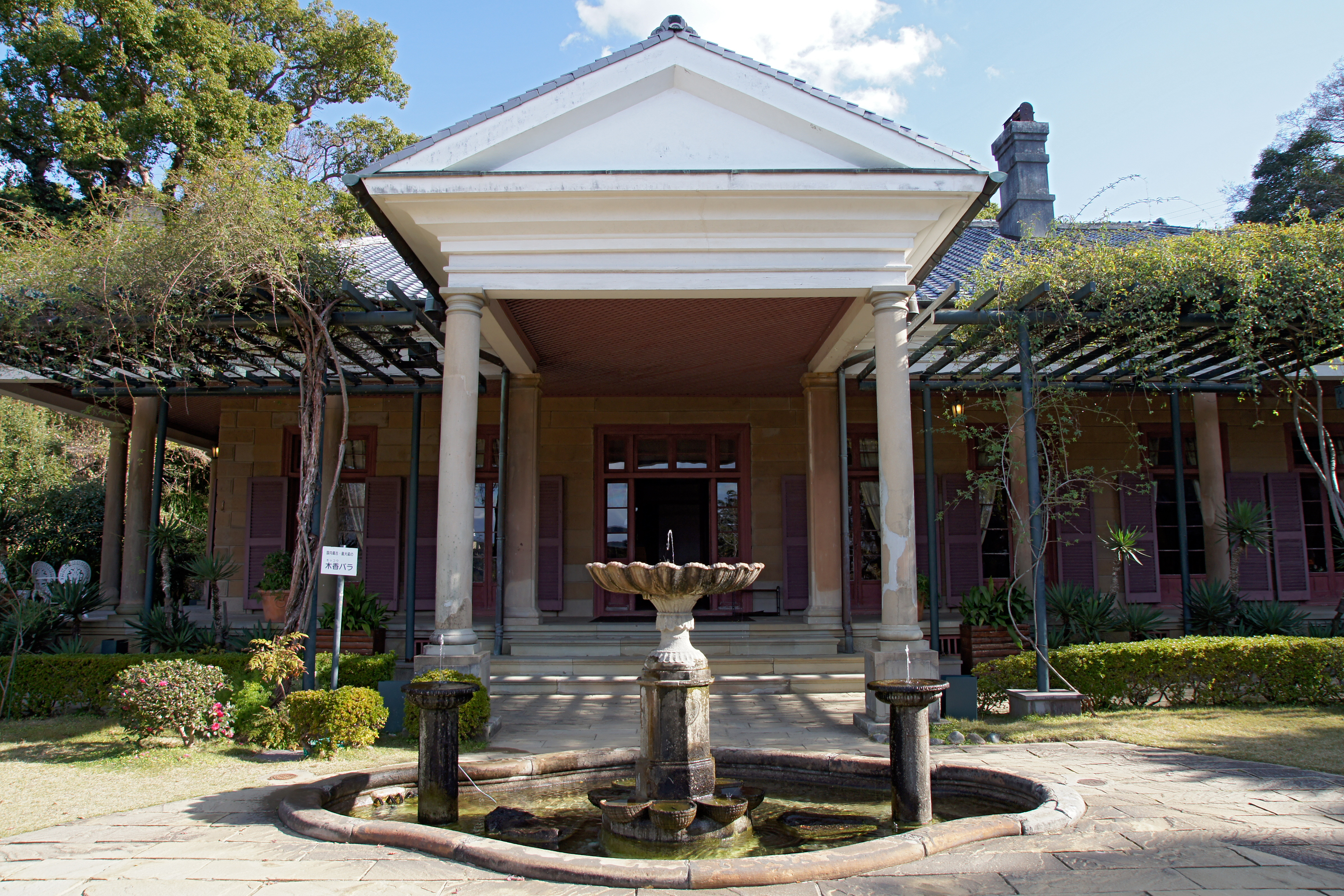
ポーチと噴水

### 移築建造物
旧ウォーカー住宅
ウォーカー商会を設立したロバート・ネール・ウォーカーJrの旧邸。4つの部屋がある。もとは大浦天主堂のそばに建てられていた。
フリーメイソン・ロッジの門
フリーメイソンのシンボルが入った門。これによりグラバーがスコットランドのメイソンリーであるという誤解があるが、これはもともとグラバー邸にあったものではなく、戦後になって長崎市が観光目的で移設してきたものである。
旧三菱第2ドックハウス
1896年（明治29年）に、三菱重工業長崎造船所第2ドックのそばに船員の休憩宿泊施設として建てられた建物。園内で最も高いところにある。内部には、船の模型や写真の展示などがある。
旧長崎高商表門衛所
長崎高等商業学校（現・長崎大学経済学部）創立時の建物。外側は洋風だが中は畳敷きである。
旧長崎地方裁判所長官舎
居留地外から移設したもの。現在は建物内部にレトロ写真館が営業している。
旧スチイル記念学校
東山手に建てられた、スチイル記念学校（Steele Memorial Academy）の校舎。東山学院本館を経て、幾度か所有者が変わり、グラバー園への移築前は海星学園の寄宿舎として使用されていた。
旧自由亭
1878年（明治11年）に作られた西洋料理店「自由亭」の建物。現在は、2階が喫茶室となっている。

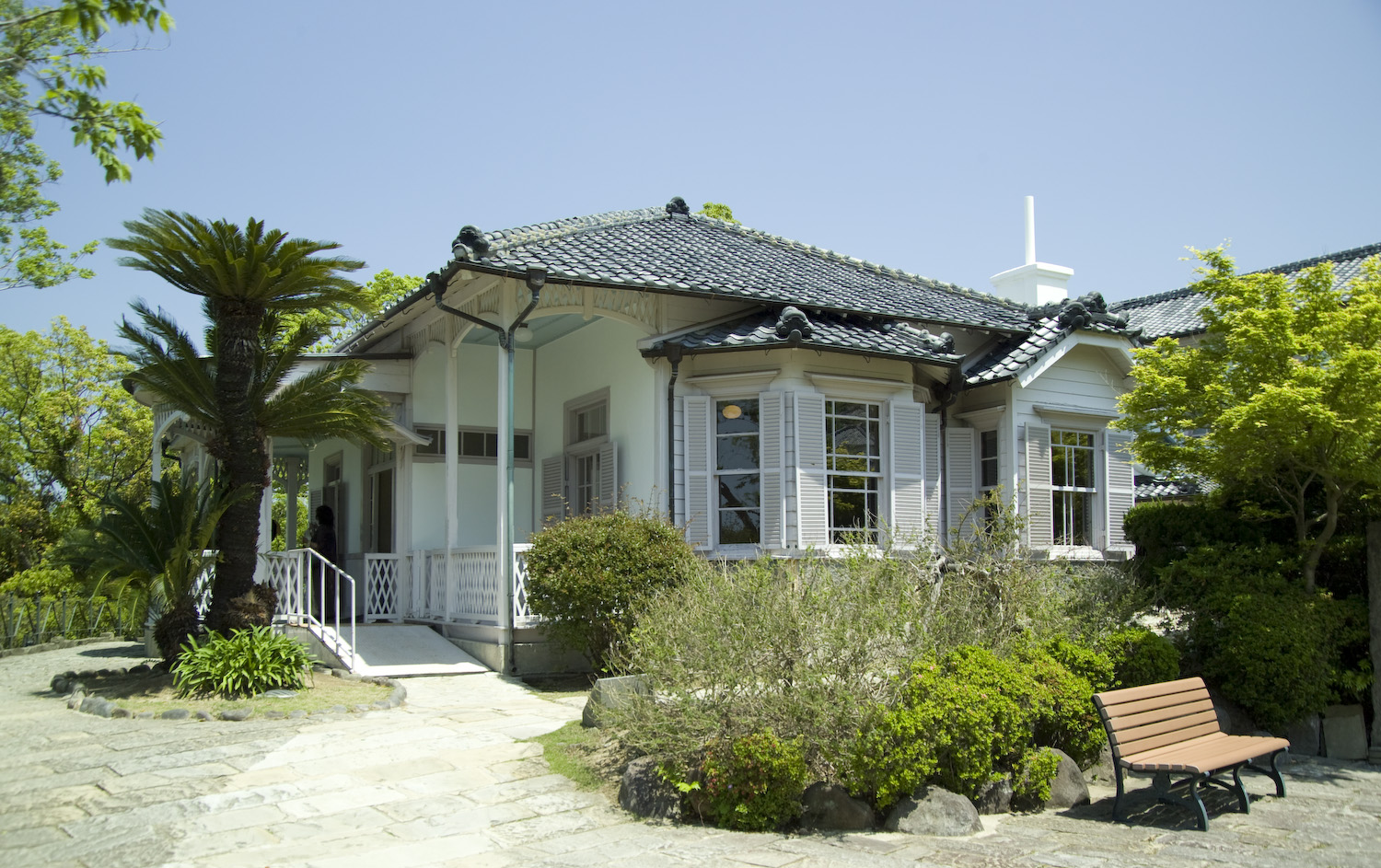
旧ウォーカー住宅
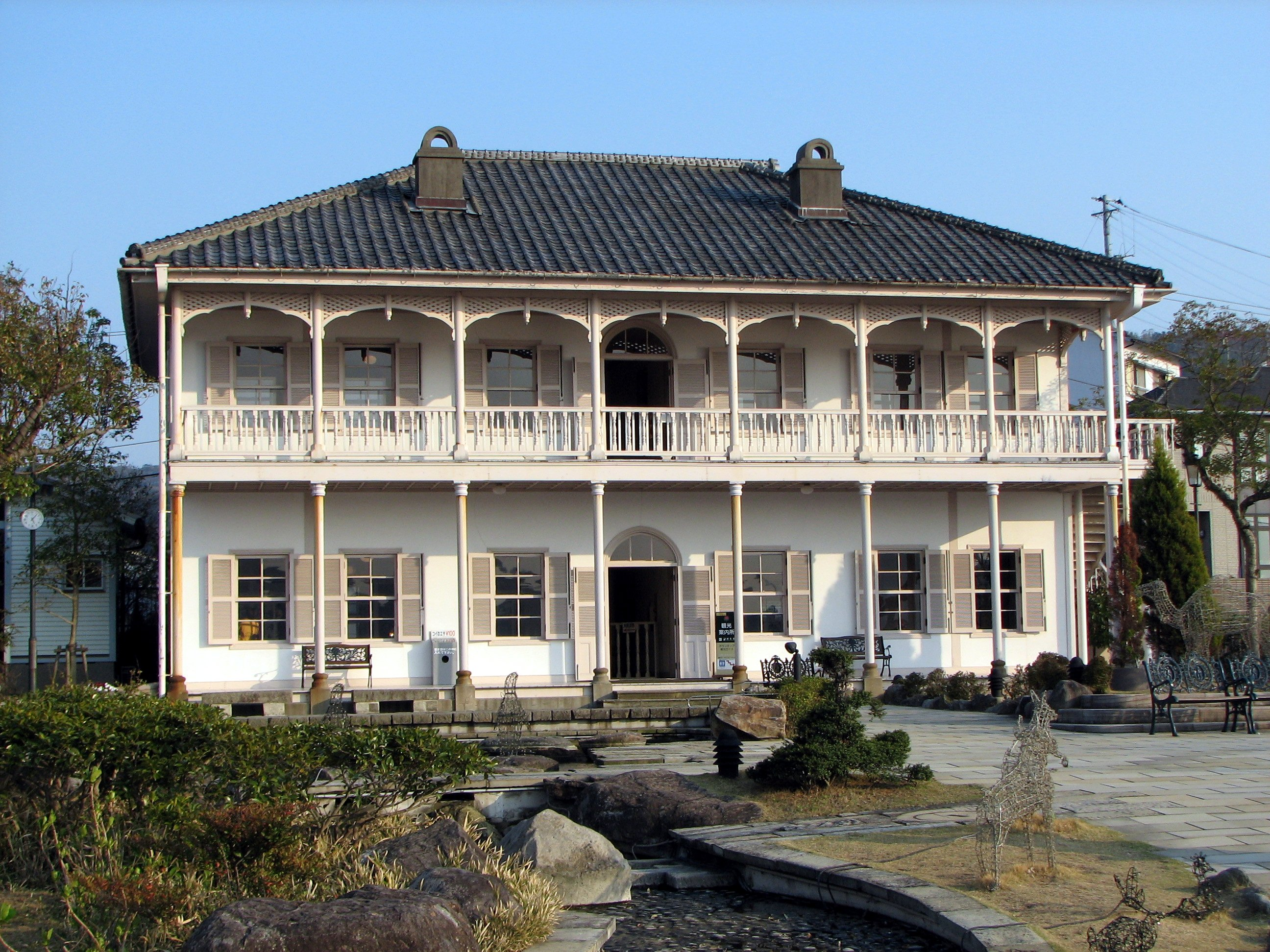
旧三菱第2ドックハウス
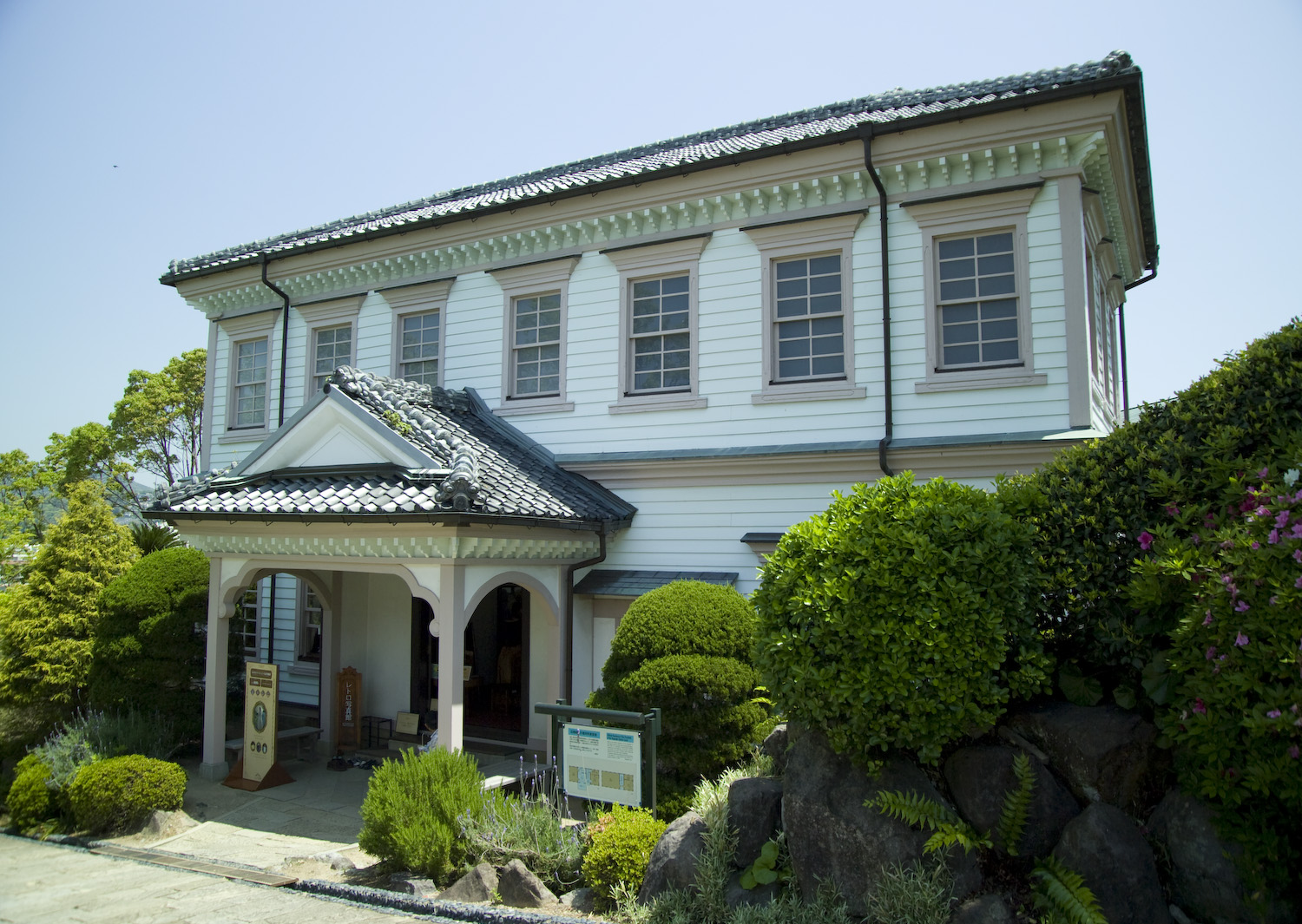
旧長崎地方裁判所庁舎
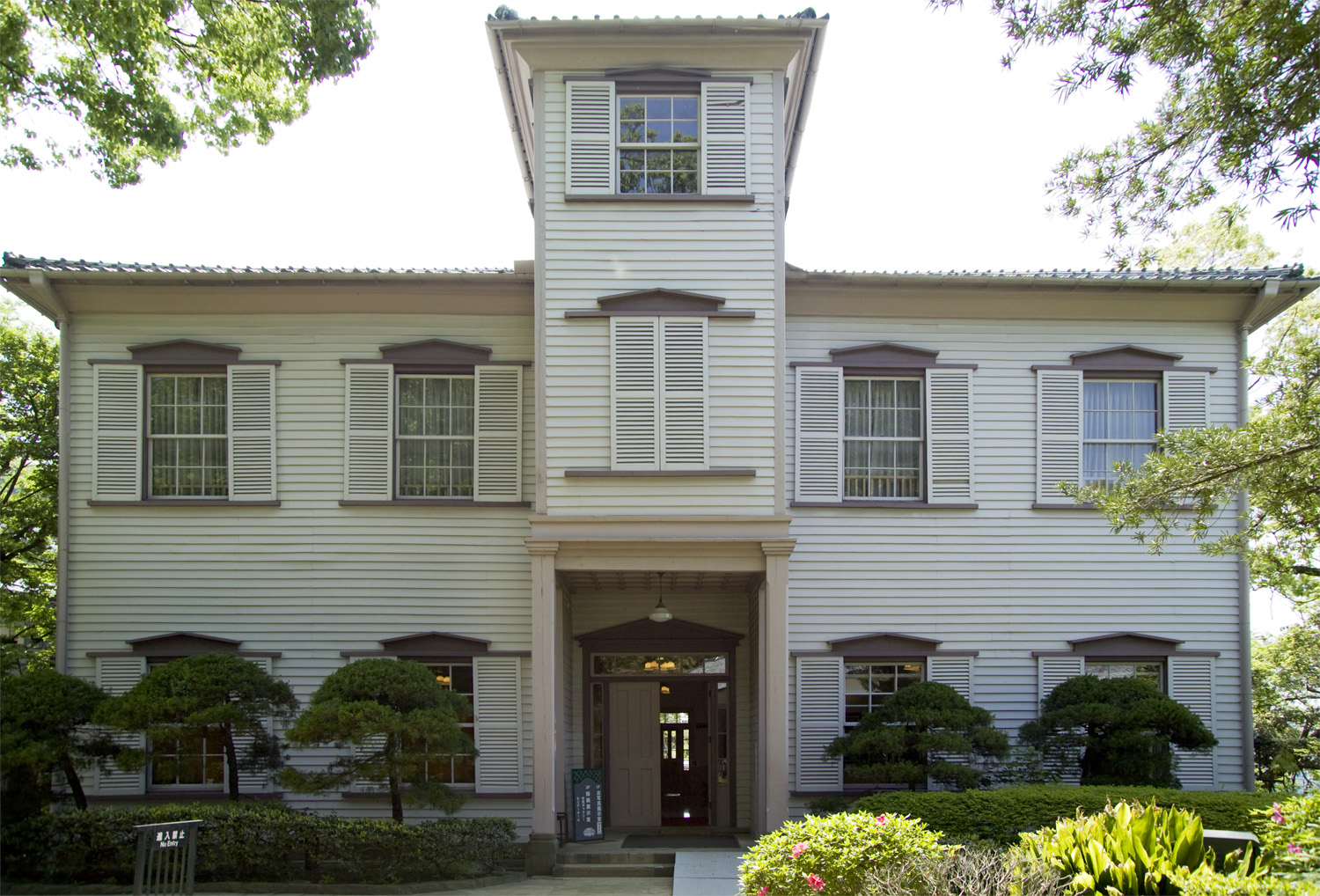
旧スチイル記念学校
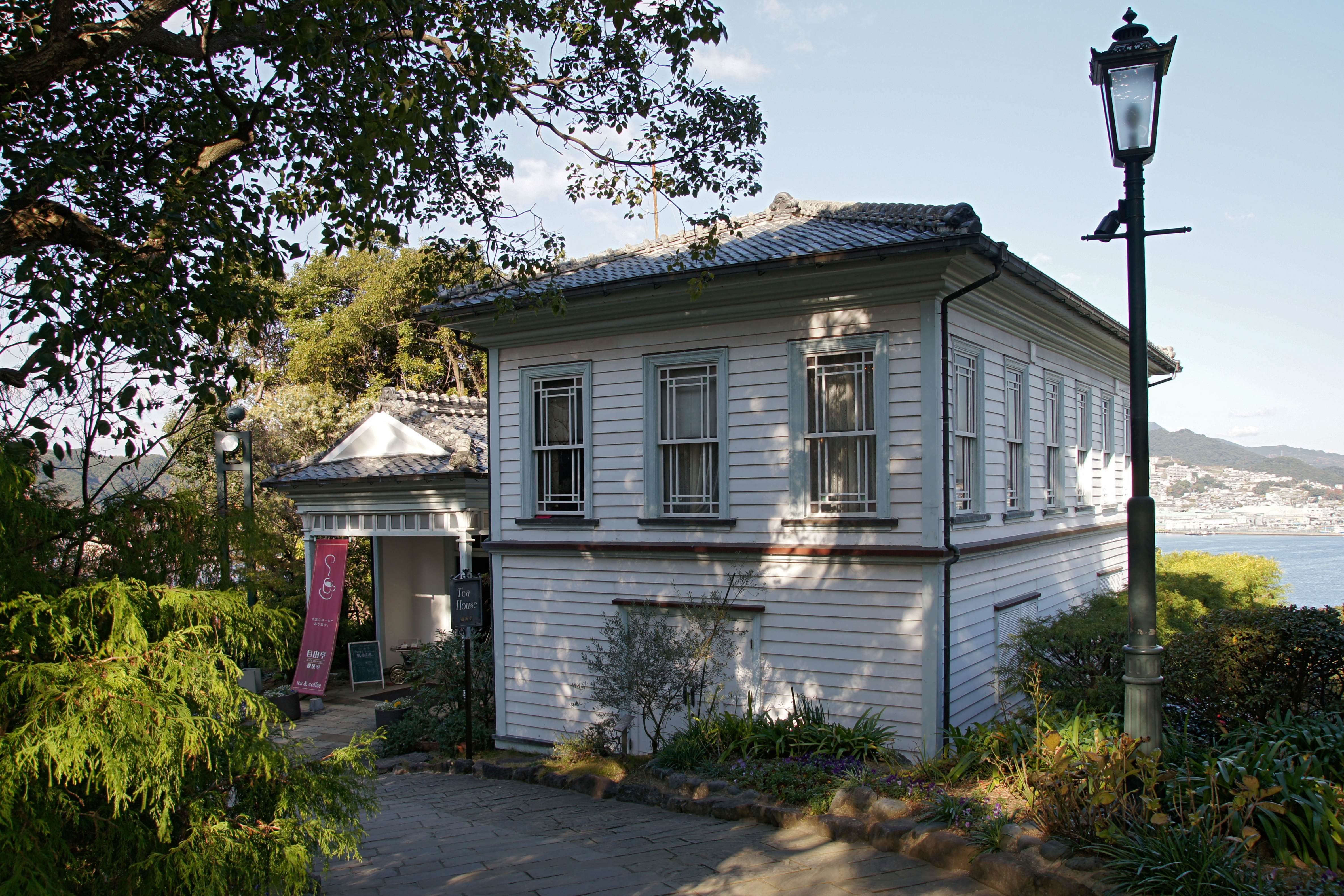
旧自由亭
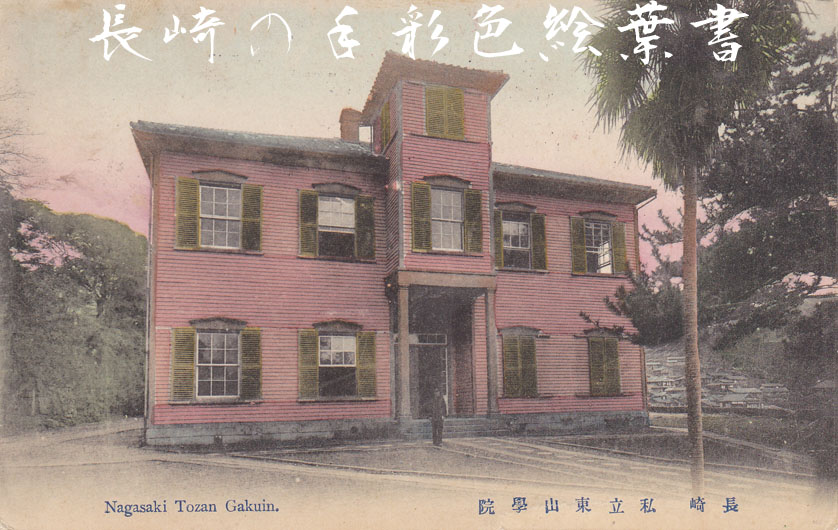
東山学院　旧スチイル記念学校　手彩色絵葉書
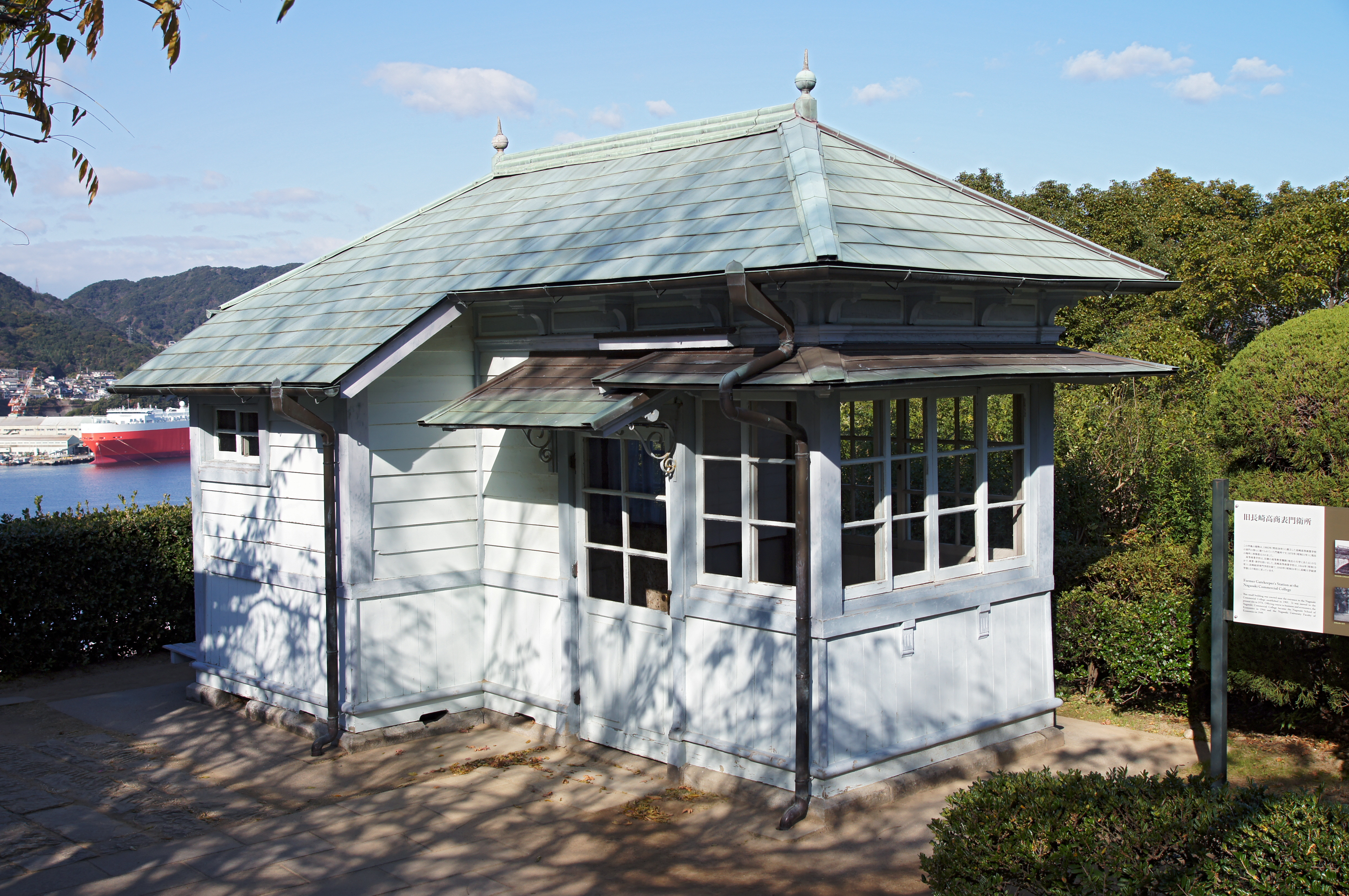
旧長崎高商表門衛所

## 沿革
- 1939年（昭和14年）6月30日 - 三菱重工業長崎造船所、グラバーの息子倉場富三郎からグラバー邸を買収。
- 戦時中 - 三菱造船所のクラブ（大浦クラブ）として利用される。
- 1945年（昭和20年） - アメリカ進駐軍の司令官公舎として接収（以後約4年間）。
- 接収解除後 - 新生長崎の観光地としてクローズアップされ、1952年（昭和27年）以来、田川務長崎市長が三菱造船所に譲渡を申し入れを行う。
- 1957年（昭和32年）10月10日 - 三菱重工業株式会社長崎造船所創業100年祝賀式記念事業として、グラバー邸を長崎市に寄贈。一般公開（無料）開始。南山手通り3番地敷地約1,277坪、建物約173坪。
- 1958年（昭和33年）
  - 2月 - 長崎市、550万円をかけ、グラバー邸の改修工事を実施。庭園入口の両側の土手を取り壊して石段にし、入口付近に駐車場を新設。また園内の散策道路を石畳で舗装し、閉鎖されていた邸宅内を開放した。
  - 4月1日 - グラバー邸、装いを新たにし、有料観光施設として登場。入場料は大人10円で、公園入口に料金徴収のために無人ボックスを設置。入場者の良識により料金をとるシステムが採られた。
  - 6月16日 - 入場者へのサービスのため、観光ガイド2人を採用して配置。
- 1961年（昭和36年）
  - 4月13日 - グラバー邸登り口に休憩所が完成し、落成式を挙行。工費465万円。鉄筋コンクリート造平屋建てを建設。ガラス張りで屋上は展望台。収容能力は約100名で、観光客に湯茶のサービスを実施。
  - 5月 - 休憩所で軽喫茶を開始。
  - 6月7日 - 旧グラバー住宅（主屋・付属屋）が国の重要文化財に指定。
- 1963年（昭和38年） 4月1月 - 入場券販売所を設置し、料金徴収を切符制へと変更。入場料を15歳以上20円（高校生は15円）に改定。
- 1965年（昭和40年）12月25日 - 長崎市、南山手町の旧リンガー（弟）住宅及び庭園を1,800万円で買収し、整備に着手。
- 1966年（昭和41年）
  - 1月 - 老朽化したグラバー邸の解体修理工事を開始。工費4,500万円。
  - 6月11日 - 旧リンガー住宅が国の重要文化財に指定。
  - 10月15日 - 旧リンガー住宅を一般に開放。
- 1968年（昭和43年）
  - 3月30日 - レストハウス（洋風無料休憩所とトイレ）を新設。リンガー邸に明治時代の遺品を陳列する明治館を新設。
  - 4月1日 - 一般開放。入場料を大人50円に改定。
  - 9月19日 - 正門出入口の拡幅改装工事が完了。2.4mの石段を4.8mに拡幅。門柱を移設。
- 1970年（昭和45年）
  - 5月31日 - 長崎市、旧オルト住宅及び庭園を取得。
  - 10月6日 - 旧オルト住宅の改修工事が完了し、一般公開を開始。
- 1971年（昭和46年）
  - 11月 - 入場料を大人100円に改定。
  - 12月 - 壁の170個の穴から水の出る壁泉が完成。幅が40m、高さが4.5mあり、オペラ「蝶々夫人」の「ある晴れた日」の旋律を化粧石で配したもの。
- 1972年（昭和47年）
  - 5月15日 - 旧オルト住宅が国の重要文化財に指定。
  - 5月19日 - 長崎市、旧三菱第2ドックハウス（飽の浦町）を取得。
  - 8月 - 長崎市広報誌「広報ながさき」に初めて無料入場券が登場。
  - 9月27日 - 長崎市、旧スチイル記念学校（東山手町）を取得。
- 1973年（昭和48年）
  - 3月31日 - 長崎市、旧自由亭（馬町）を取得。
  - 8月31日 - 長崎市、旧ウォーカー住宅（南山手町）を取得。
- 1974年（昭和49年）
  - 9月3日 - 第2期グラバー邸地区観光施設整備事業が完成。長崎市内飽の浦町から旧三菱第2ドックハウスを、東山手町から旧スチール記念学校を移設し、南山手町から旧ウォーカー住宅を移築復元。その当時、全国でも珍しかった動く歩道を2基（長さ54mのものを1基、46mのものを1基）を設置。入口が大浦天主堂のそばに移り、従来の入口は出口となった。
  - 9月4日 - 「グラバー園」と名称を改めオープン。
- 1975年（昭和50年）9月23日 - 長崎市、旧長崎商工表門衛所（片渕町）を取得。
- 1976年（昭和51年）3月 - 旧長崎商工表門衛所を移築復元。
- 1977年（昭和52年）7月1日 - 長崎市、旧長崎地方裁判所長官舎（上町）を取得。
- 1979年（昭和54年）3月 - 旧長崎地方裁判所長官舎を移築復元。
- 1981年（昭和56年）4月1日 - 長崎伝統芸能館（くんち資料館）が開園。
- 2003年（平成15年）5月31日 - グラバースカイロードの垂直エレベーターや南山手レストハウス供用開始に合わせて、第二ゲートがオープン。
- 2008年（平成20年）4月1日 - 管理運営を長崎市から指定管理者へ移行。
- 2018年（平成30年）12月 - 旧グラバー住宅大規模改修[4]
- 2021年（令和3年）11月18日 - 旧グラバー住宅の改修工事が完了し一般公開[4]。

## 交通アクセス
- 路面電車（長崎電気軌道5号系統石橋行き）

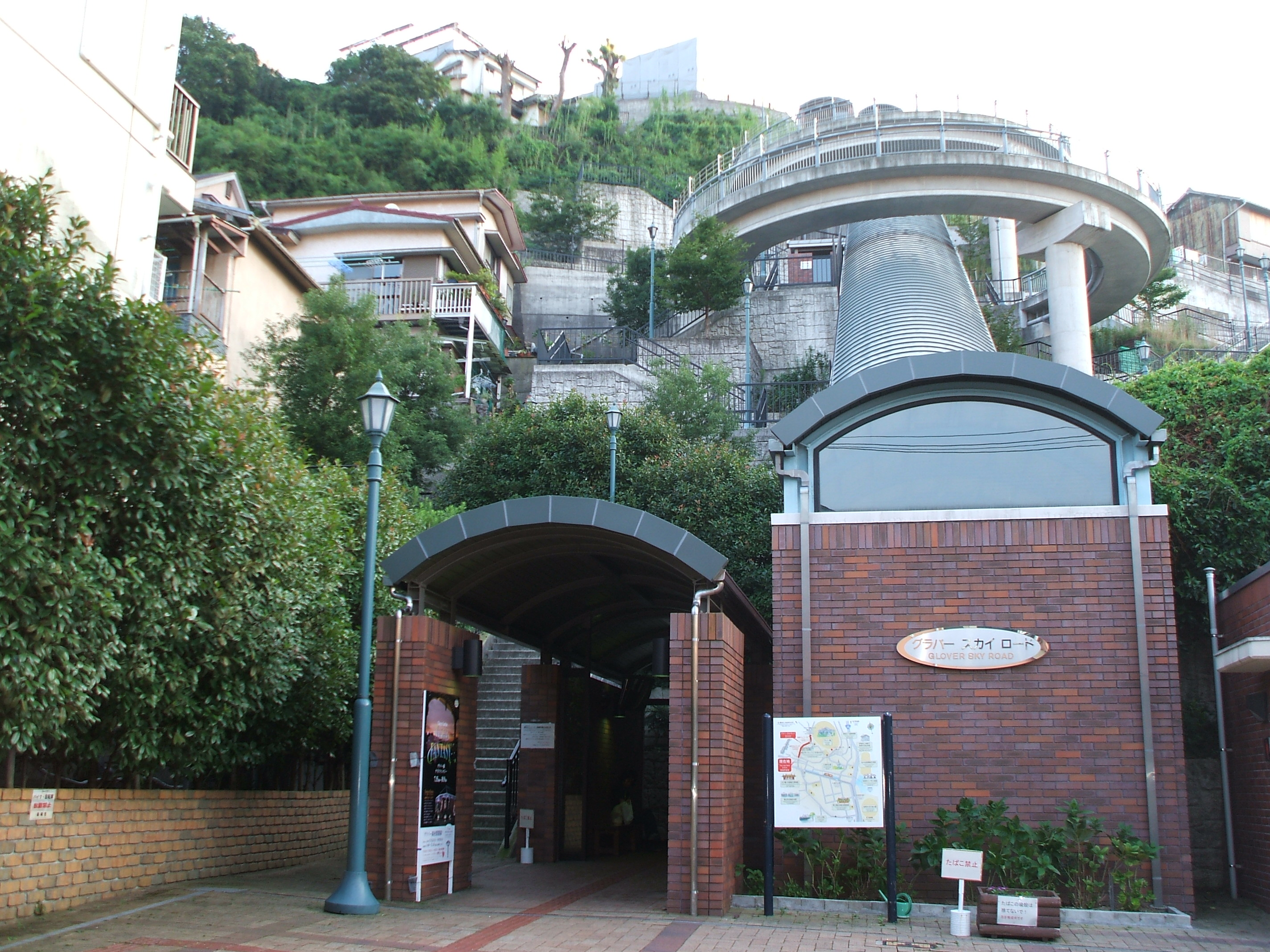
第2ゲートへつながるグラバースカイロード

  - 大浦天主堂電停下車 徒歩（第1ゲートより）
  - 石橋電停下車 徒歩（グラバースカイロード経由、第2ゲートより）
- バス（長崎バス）
  - 松ヶ枝国際ターミナルバス停（2022年10月1日「グラバー園入口」から停留所名称変更[10]）（30・40番系統浪の平・小ヶ倉・ダイヤランド方面行き）下車 徒歩（第1ゲートより）
  - 大浦天主堂下バス停（60番系統田上・大平橋・ダイヤランド方面行き）下車 徒歩（第1ゲートより）
  - 石橋バス停（60番系統田上・大平橋・ダイヤランド方面行き）下車 徒歩（グラバースカイロード経由、第2ゲートより）

## 公園内の移動
前述のように、最も高いところから低いところへ移動するような散策コースが取られている。また、旧オルト住宅、旧スチイル記念学校を除き、車椅子で移動できるようにバリアフリー対策ができている。斜面上にあるため、一部急な傾斜部分がある。

## ハート型の敷石

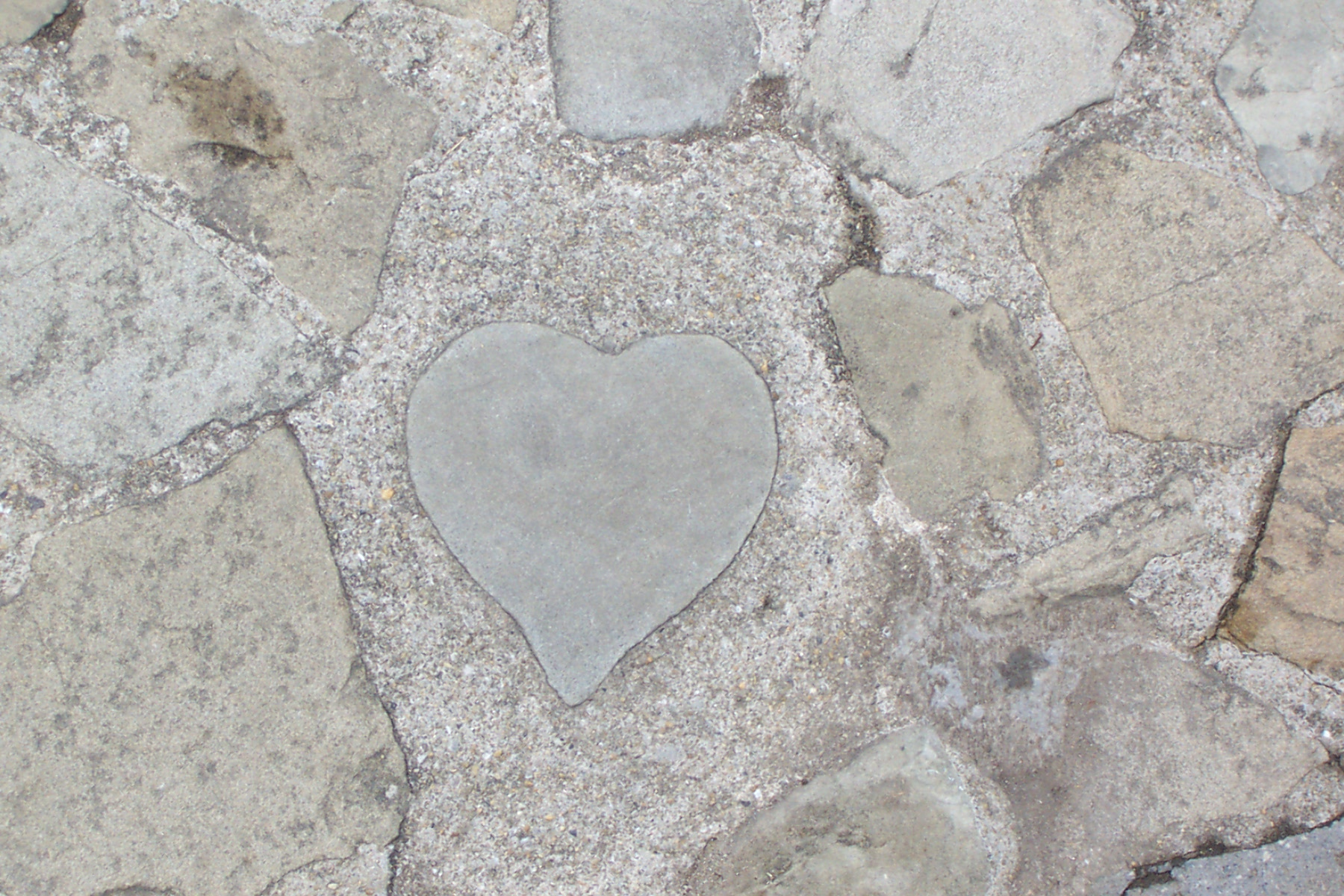
ハート型の敷石の一つ

園内の石畳の中に3箇所、ハート型の敷石（ハートストーン）が埋め込まれている。これを探し出してハートストーンに触れると恋愛が成就すると言われており、若い男女に人気となっている。2つ見つけると、良いことが起きるといわれている。